# Всё ещё Элис
«Всё ещё Э́лис» (англ. Still Alice) — американский драматический фильм 2014 года, снятый Ричардом Глатцером и Уошом Уэстморлендом по роману Лизы Дженовы 2007 года. В нём Джулианна Мур играет Элис Хоуленд, профессора лингвистики, у которой диагностирована семейная болезнь Альцгеймера вскоре после ее 50-летия. Алек Болдуин играет её мужа Джона, а Кристен Стюарт, Кейт Босуорт и Хантер Пэрриш — её детей.
Лекс Лутцус и Джеймс Браун обратились к Глэтцеру и Уэстморленду с предложением адаптировать роман Дженовы в 2011 году, когда у Глэтцера только что диагностировали боковой амиотрофический склероз (БАС). Мур была их первым выбором на главную роль. Она изучала болезнь Альцгеймера в течение нескольких месяцев, чтобы подготовиться к роли. Фильм был снят в Нью-Йорке в марте 2014 года с бюджетом в 4 миллиона долларов.
Мировая премьера фильма состоялась 8 сентября 2014 года на Международном кинофестивале в Торонто. Это был один из нескольких фильмов, украденных в результате взлома серверов Sony Pictures Entertainment и выложенных в сеть 27 ноября 2014 года. Фильм вышел в прокат 16 января 2015 года и собрал 43,9 миллиона долларов в международном прокате. Он получил положительные отзывы, в которых хвалили игру Мур, которая принесла ей множество наград, включая премию «Оскар» за лучшую женскую роль. Она посвятила свою премию «Оскар» Глатцеру, который умер от БАС в марте 2015 года. Фильм был включен в десятку лучших независимых фильмов года Национальным советом кинокритиков США.

## Сюжет
Элис Хаулэнд, профессор лингвистики в Колумбийском университете, отмечает 50-летие со своей семьёй: мужем Джоном и взрослыми детьми Анной, Томом и Лидией. После того, как она неожиданно забывает слово во время лекции и теряется в кампусе университета, она обращается к врачу. У Элис диагностируют редкую в её возрасте болезнь Альцгеймера на ранней стадии, причём в том варианте, который передаётся по наследству. Анна и Том решают пройти генетический тест на наследственность заболевания. Лидия, начинающая актриса, отказывается от тестирования.
По мере ухудшения памяти у Элис возникают обрывочные воспоминания о матери и сестре, погибших в автокатастрофе, когда она была маленькой. Элис запоминает слова и пишет в телефоне серию личных вопросов, на которые отвечает каждое утро. Вскоре её увольняют из университета, так как она не справляется с лекциями. Элис настаивает на том, чтобы Лидия получила высшее образование и нашла более стабильную работу, из-за чего у них возникает конфликт. Элис прячет дома таблетки со снотворным и записывает для себя видеообращение на тот случай, когда болезнь окончательно победит её, чтобы покончить жизнь самоубийством.
Джон, работающий врачом, получает предложение о работе в другом городе и нанимает сиделку для жены. Элис выступает с речью на медицинском симпозиуме и рассказывает о своём случае и попытках противостоять недугу, помечая маркером те строки, которые она уже произнесла. Элис заканчивает выступление под аплодисменты присутствующих.
Элис начинает с трудом отвечать на вопросы по телефону. Она не узнаёт Лидию, выступившую в пьесе «Три сестры», а позже и Анну, приняв её за свою сестру. Элис теряет телефон, который Джон обнаруживает в морозилке через месяц, но она считает, что он отсутствовал один день. Однажды, оставшись дома одна, Элис случайно находит в ноутбуке своё видеообращение. Элис с усилием находит таблетки, но появившаяся в последний момент сиделка отвлекает её. Она роняет таблетки на пол и забывает, что планировала сделать.
Джон, Анна и Том решают оставить Элис на попечение Лидии. Джон, не в силах видеть, как состояние его жены продолжает ухудшаться, переезжает в Миннесоту. Лидия возвращается из Лос-Анджелеса, где пыталась начать творческую карьеру, в Нью-Йорк, чтобы ухаживать за матерью. В заключительной сцене Лидия читает матери отрывок из пьесы «Ангелы в Америке» и спрашивает её, о чём книга. Элис, которая теперь едва может говорить, отвечает одним словом: «любовь».

## В ролях
| Актёр          | Роль             |
| -------------- | ---------------- |
| Джулианна Мур  | Элис Хаулэнд     |
| Алек Болдуин   | Джон Хаулэнд     |
| Кристен Стюарт | Лидия Хаулэнд    |
| Кейт Босуорт   | Анна Хаулэнд     |
| Хантер Пэрриш  | Том Хаулэнд      |
| Сет Гиллиам    | Фредерик Джонсон |
| Шейн Макрэй    | Чарли, муж Анны  |
| Стивен Канкен  | доктор Бенджамин |

## Отзывы
Картина была удостоена высоких оценок мировой кинопрессы. На сайте Rotten Tomatoes фильм имеет рейтинг 85 % на основе 205 рецензий. На сайте Metacritic он получил 72 балла из 100, основываясь на 41 отзыве, что указывает на «в целом благоприятные отзывы».
Критик Питер Трэверс написал о «сверкающем артистизме» Мур, который, по его словам, «был полон свирепости и чувств и привержен истине». Тим Роби из The Daily Telegraph почувствовал, что «поразительно деликатная и грустная» работа Мур была одним из самых ярких моментов её карьеры, и охарактеризовал фильм в целом как «великолепный и пронзительный». Дэвид Хьюз из Empire присудил картине 5 из 5 звёзд, подчеркнув «безупречное исполнение Мур», а также «чувствительность и точность сценария Глатцера и Уэстморленда». Дебора Янг из The Hollywood Reporter высоко оценила «сдержанный подход» режиссёров к истории, которую она сочла «лучшей страховкой от небрежной сентиментальности». Питер Дебрюж из Variety похвалил Глатцера и Уэстморленда за «достойный» и «личный» подход к работе, а также за их решение рассказать историю с точки зрения Элис.

## Награды и номинации
- 2014 — Премия Национального совета кинокритиков США за лучшую женскую роль (Джулианна Мур), а также включение в список десяти лучших независимых фильмов года[10].
- 2014 — Премия «Спутник» за лучшую женскую роль (Джулианна Мур).
- 2015 — Премия «Оскар» за лучшую женскую роль (Джулианна Мур).
- 2015 — Премия «Золотой глобус» за лучшую драматическую женскую роль (Джулианна Мур).
- 2015 — Премия BAFTA за лучшую женскую роль (Джулианна Мур).
- 2015 — Премия Гильдии киноактёров США за лучшую женскую роль (Джулианна Мур).
- 2015 — Премия Австралийской киноакадемии за лучшую женскую роль (Джулианна Мур).
- 2015 — Премия «Независимый дух» за лучшую женскую роль (Джулианна Мур).
- 2015 — Премия Лондонского кружка кинокритиков в категории «лучшая актриса года» (Джулианна Мур).